# مؤسسه تاریخ هنر هلند

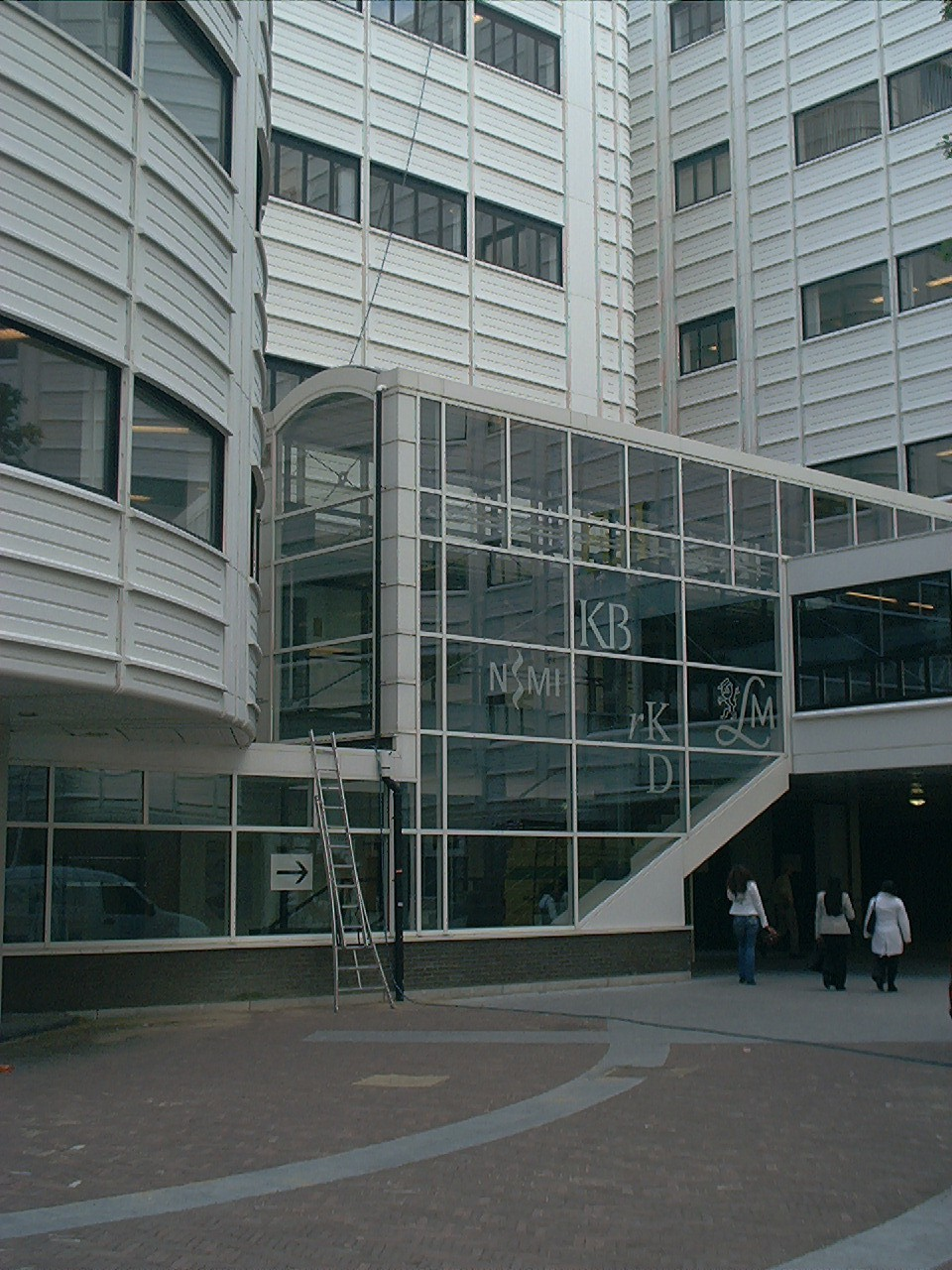
ساختمان مؤسسه هنر هلند

مؤسسه تاریخ هنر هلند (به هلندی: Rijksbureau voor Kunsthistorische Documentatie) در شهر لاهه در کشور هلند واقع است و بزرگ‌ترین مرکز تاریخ هنر در سراسر کرهٔ زمین است. این مرکز به مستندسازی، بایگانی و ثبت هنر غربی از قرون وسطی تا دوران امروزی می‌پردازد.
تمام عملکرد این مؤسسه در انتشار عمومی قرار می‌گیرد و بیشتر آن در تارنمای آن به صورت برخط نمایش داده می‌شود. بیش از ۳۰۰۰ نشریه که ۶۰۰ مورد آن در حال حاضر نیز منتشر می‌گردند، از آن جمله هستند.